# Mars One
Mars One (укр. Марс один) — приватний проєкт нідерландського дослідника Баса Лансдорпа з метою заснування на Марсі постійної людської колонії.
15 січня 2019 року Mars One Ventures AG в судовому порядку була визнана банкрутом і ліквідована. Хоч рішення суду формально не торкнулося Mars One Foundation, закриття Mars One Ventures фактично залишає проєкт без джерел фінансування.

## Опис
Цей план передбачає відправлення комунікаційного супутника до планети до 2016 року та, після низки інших етапів, висаджування перших чотирьох постійних людських поселенців у 2023 році. Нова група чотирьох астронавтів-поселенців прибуватиме через кожні два роки. Проєкт офіційно підтримує лауреат Нобелівської премії з фізики Герард 'т Гофт.
Mars One намагається залучити спонсорів та інвесторів, транслюючи всі події проєкту, зокрема життя поселенців на Марсі, у форматі реаліті-шоу. Зокрема, публіка матиме можливість брати участь у відборі потенційних космонавтів-поселенців. Очікується, що висадка перших чотирьох поселенців коштуватиме приблизно в 6 млрд дол. Представники Mars One стверджують, що вже визначили потенційних постачальників, як-от SpaceX, для всіх компонентів проєкту.
Вартість проєкту є суттєво нижчою за інші подібні пропозиції завдяки тому, що поселенці не матимуть можливості повернутися на Землю, вони відправляться з метою залишитися на Марсі.

## Історія

### Реалізовані етапи
| Заплановано | Реалізовано | Опис |
| ----------- | ----------- | --- |
| 2011        | 2011        | Старт проєкту. Проведення дискусійних зустрічей із постачальниками аерокосмічних компонентів у США, Канаді, Італії та Великій Британії. |
| 2013        | 2013        | Початок міжнародного відбору астронавтів з усіх бажаючих.                                                                               |

### Заплановані етапи
| Початковий план | Перше коригування | Друге коригування | Опис |
| --------------- | ----------------- | ----------------- | --- |
| 2015            | 2015              | 2016              | Початок технічної й психологічної підготовки відібраних 24 кандидатів, отримання навичок виживання в ізольованому середовищі та в умовах, наближених до марсіанських. |
| 2016            | 2018              | 2020              | Буде запущена демонстраційна місія: відправлення посадкового модуля для перевірки сонячних батарей, технології вилучення води з марсіанського ґрунту, а також запуск комунікаційного супутника, який 24 години на добу та сім днів на тиждень передаватиме зображення, відео та інші дані з поверхні Марса. |
| 2018            | 2020              | 2022              | Запуск другого супутника зв'язку на орбіту навколо Сонця (точка Лагранжа L5 для забезпечення безперебійного потоку), устаткування для будівництва колонії та безпілотного марсоходу з причепом, який обере найкраще місце для поселення й підготує поверхню Марса до прибуття вантажу та розміщення сонячних панелей. |
| 2020            | 2022              | 2024              | Буде запущено шість вантажів: два житлових блоки, два блоки із системами життєзабезпечення, два вантажних/складських блоки. Загальна маса вантажу буде орієнтовно 2500 кг, який вирушить за допомогою модифікованого космічного апарата SpaceX Dragon. |
| 2021            | 2023              | 2025              | Вантажі здійснять посадку на Марс поруч із марсоходом, який почне готувати базу для прибуття людей: доставлятиме блоки на вибране місце, активізуватиме системи енергоживлення та життєзабезпечення, що створюють запаси води (3000 л) та кисню (240 кг). |
| 2022            | 2024              | 2026              | За допомогою Falcon Heavy на орбіту Землі будуть відправлені: транзитний модуль, посадковий модуль з «інженерним» екіпажем на борту й два розгінних ступені. Потім перша четвірка місії змінює «інженерів» і, після останньої перевірки системи на Марсі та транзитного модуля, відбудеться запуск першого пілотованого корабля на Марс. Одночасно відправляється вантаж для забезпечення життя другого екіпажу.                            |
| 2023            | 2025              | 2027              | Перший екіпаж за допомогою посадкового модуля висаджується на Марс, в той час як транзитний модуль продовжує летіти по орбіті Сонця. Після відновлення й акліматизації «першопоселенці» встановлять додаткові сонячні панелі, починають збирати модулі приміщень, включаючи два житлових блоки та дві системи життєзабезпечення для наступного екіпажу, в єдину систему марсіанської бази й почнуть обживати свою нову інопланетну домівку. |
| 2024            | 2026              | 2028              | Відправлення другої команди поселенців у складі 4 колоністів. |
| 2025            | 2027              | 2029              | Висадка команди. Обладнання та модулі для третього екіпажу надійде до бази через декілька тижнів. Такий процес повторюватиметься кожні 2 роки. |
| 2031            | 2033              | 2035              | Населення колонії має досягнути 20 людей. |

## Відбір колоністів
У 2013 році Mars One почне відбір майбутніх астронавтів, які навчатимуться необхідних навичок, проходитимуть тести на тривале знаходження в закритому просторі в симуляторах ракети й колонії. До складу астронавтів обов'язково входитимуть обидві статі. Мінімальний вік для подачі заяви на участь — 18 років, максимальний, наразі, не визначений. Подати заяву можуть громадяни будь-яких країн. Пріоритет мають високоосвічені, розумні, здорові люди з науково-технічною освітою. Заявки на участь почнуть прийматися тільки у 2013 році.
Цікаво, що в число 100 перших претендентів на участь у колонізації Марса відібрано й українського інженера одного з НДІ України — 26-річного українця Сергія Якиміва. Його презентація розміщена на сайті Mars One.
Остаточне рішення того, хто полетить на Марс, і того, хто буде першою людиною, що ступила на Марс, залишено глядачам.

## Зв'язок
Зв'язок здійснюється завдяки штучним супутникам, які знаходитимуться на орбітах навколо кожної з планет відповідно. Мінімальна відстань від Землі до Марса — 55 мільйонів кілометрів, максимальна — 400 мільйонів кілометрів (коли Марс прихований від Землі Сонцем); швидкість сигналу зв'язку дорівнює швидкості світла, а отже, мінімальний час до прибуття сигналу — 3 хвилини, максимальний — 22 (коли Марс прихований від Землі Сонцем, зв'язок неможливий).
Будуть доступні текстові, аудіо- та відеоповідомлення. Користування Інтернетом обмежене через тривалу затримку сигналу, однак передбачається наявність у колоністів сервера з наперед завантаженими даними, які вони можуть у будь-який час переглядати, і які повинні часом синхронізуватися із земними. Життя колоністів транслюватиметься на Землю цілодобово.

## Технології
Проєкт Mars One не передбачає виготовлення обладнання, потрібного для його цілей. Усе спорядження буде розроблено надійними постачальниками. До складу потрібних пристроїв увійде:
- Пускова установка для доставки вантажу на орбіту.
- Марсіанський транзитний модуль, що відповідатиме за доставку космонавтів на Марс.
- Спусковий апарат.
- Модуль живлення, що міститиме їжу.
- Модуль біосфери, який може створити житлові зони на Марсі.
- Модуль для подорожі, де космонавти перебуватимуть до висадки на Марс.

## Перенесення строків проєкту
Засновник проєкту, нідерландський підприємець Бас Лансдорп (Bas Lansdorp) у 2015 році заявив, що проєкт «Mars One» буде перенесено на два роки. Причиною стали фінансові труднощі і тривала підготовка документації.